# دوفي داوغرتي
دوفي داوغرتي (بالإنجليزية: Duffy Daugherty)‏ هو لاعب كرة قدم أمريكية أمريكي، ولد في 8 سبتمبر 1915 في Susquehanna Township, Cambria County, Pennsylvania ‏ في الولايات المتحدة، وتوفي في 25 سبتمبر 1987.

## وصلات خارجية
- دوفي داوغرتي على موقع إن إن دي بي (الإنجليزية)